# Alain Choquette
Pour les articles homonymes, voir Choquette.
Alain Choquette est un magicien et un illusionniste québécois. Pendant sept ans, il présente ses tours de micromagie au talk-show Ad Lib. À compter de 1993, il multiplie les représentations au Québec et aux États-Unis. Un de ses tours La Disparition des douze est repris par le célèbre David Copperfield, et il a collaboré notamment avec Arturo Brachetti et Roman Polanski. Conférencier, il anime aussi l'émission Passion Maisons au canal Historia au Québec. En 2014, 2015 et 2016, il présente un spectacle au théâtre de la Gaîté à Montparnasse, à Paris.